# エドアルド・モリナリ
エドアルド・モリナリ（Edoardo Molinari、1981年2月11日 - ）は、イタリア・トリノ出身の男子プロゴルファー。日本で開催された2009年のダンロップフェニックストーナメント優勝者になった選手である。彼は2005年にヨーロッパのゴルファーとして初の全米アマチュア選手権優勝を成し遂げた選手として知られる。1歳年下の弟フランチェスコ・モリナリもイタリアを代表するプロゴルファーであり、2018年の全英オープンの優勝者。

## 来歴
モリナリは兄弟で早くからゴルフを始め、弟のフランチェスコは2004年からプロゴルファーとなった。兄のエドアルドが世界的な知名度を獲得したのは、2005年の全米アマチュア選手権優勝である。1911年に創設された全米アマチュア選手権は、アマチュアゴルフトーナメントの最高峰として位置づけられるイベントで、優勝者には次年度のマスターズ・全米オープン・全英オープンの招待資格が与えられる。E・モリナリはヨーロッパのゴルファーとしては初の全米アマ優勝者になり、2006年の全英オープンで予選を通過した。彼はトリノ大学で技術の学位を取得した後、2006年夏からプロゴルファーになった。
プロ入り後、ヨーロッパの「チャレンジ・ツアー」で2007年度の賞金ランキング1位（賞金王）になり、2008年からヨーロッパツアーのメンバーになった。しかし、2008年の欧州ツアーでは賞金ランキング147位と低迷したため、2009年度のシード権を確保できなかった。2009年度の欧州チャレンジ・ツアーで2勝を挙げた後、11月のダンロップフェニックストーナメントで日本を初めて訪れ、4日間通算13アンダーパー（70＋66＋69＋66＝271ストローク）で回った。2008年の欧州ツアー賞金王ロベルト・カールソン（スウェーデン）とのプレーオフで、モリナリは2ホール目でバーディーパットを沈め、国際試合初優勝を飾った。2010年7月に行われた「スコティッシュ・オープン」で欧州ツアー初優勝を飾った。

## プロ優勝 (9)

### 欧州ツアー (2)
| No. | 年月日        | トーナメント               | スコア                | 打差  | 2位                    |
| --- | ------------- | -------------------------- | --------------------- | ----- | ---------------------- |
| 1   | 2010年7月11日 | スコティッシュ・オープン   | −12 (66-69-63-74=272) | 3打差 | ダレン・クラーク       |
| 2   | 2010年8月29日 | ジョニー・ウォーカー選手権 | −10 (70-68-69-71=278) | 1打差 | ブレット・ラムフォード |

### 日本ツアー (1)
| No. | 年月日         | トーナメント                        | スコア                | 打差       | 2位                  |
| --- | -------------- | ----------------------------------- | --------------------- | ---------- | -------------------- |
| 1   | 2009年11月22日 | ダンロップフェニックス トーナメント | −13 (70-66-69-66=271) | プレーオフ | ロバート・カールソン |

### チャレンジツアー (5)
| No. | 年月日         | トーナメント                   | スコア                | 打差    | 2位                  |
| --- | -------------- | ------------------------------ | --------------------- | ------- | -------------------- |
| 1   | 2007年2月4日   | クラブ・コロンビア・マスターズ | −5 (69-69-72-69=279)  | Playoff | グスタボ・メンドーサ |
| 2   | 2007年3月11日  | ケニア・オープン               | −6 (68-69-67-70=274)  | 1打差   | James Kamte          |
| 3   | 2009年5月23日  | Piemonte Open                  | −18 (67-67-66-70=270) | 4打差   | ゲリー・ボイド       |
| 4   | 2009年9月20日  | カザフスタン・オープン         | −20 (67-67-66-68=268) | 3打差   | クリス・ゲーン       |
| 5   | 2009年10月24日 | Italian Federation Cup         | −21 (66-67-68-66=267) | 1打差   | ニコラス・コルサーツ |

### その他 (1)
- 2009年：オメガ・ミッションヒルズ・ワールドカップ (with フランチェスコ・モリナリ)